# Весселиус, Жанетт
Жанетт Весселиус (швед. Jeanette Wässelius, 23 августа 1784 — 5 декабря 1853) — шведская оперная певица. Была одной из примадонн шведской Королевской оперы.

## Биография
Жанетт родилась в Стокгольме в 1784 г. Её отец был небогатым производителя гобеленов, её младшая сестра Юстина Касальи — оперной певицей.
В 1793 г. Жанетт зачислили в актёрскую школу Dramatens elevskola, где она стала ученицей у Анн Мари Дегийон. Во время учёбы она участвовала в студенческих постановках, а также в небольших детских ролях в Королевской опере.
В 1800 г. Жанетт заключила контракт с Королевской оперой. В 1806 г. шведский король Густав IV Адольф закрыл Королевскую оперу. Многие оперные певцы потеряли работу, но Жанетт перешла в Королевский драматический театр, поскольку оказалась столь же талантливой актрисой, как и певицей. Три года спустя Королевская опера открылась вновь, и в сезоне 1809—1810 гг. выступление Жанетт в опере комик Le calife de Bagdad Буальдьё удостоилось похвалы театральных критиков.
Жанетт Весселиус часто называли просто Весселией. Зрители отмечали её профессионализм и то, что она никогда не позволяла ни своему физическому состоянию, ни личным переживаниям влиять на её работу. Она соединяла свой прекрасный лирический голос с драматическим талантом. Её голос называли красочным и многосторонним, осанку — грациозной, её выступления — выразительными. Хоть она была невысокой, и ей из-за плоской фигуры, подчёркнутой тогдашней модой (т. н. «Имперский силуэт»), дали прозвище Mamsell Gurka («Мадемуазель Огурец»), её считали идеальной для ролей главных героинь и королев.
Весселия стала преемницей примадонны Каролины Мюллер и ведущей актрисы шведской оперной сцены начала XIX в. Вначале она играла в лёгких опереттах, затем ей стали доверять главные роли во многих оперных постановках первых 1810—1820-х гг. В 1814 г. она вместе с Кристофером Карстеном исполнила кантату на большом балу в честь заключения Шведско-норвежской унии. 1815 г. её назначили придворной певицей. В 1817 г. её приняли в Шведскую королевскую музыкальную академию.
За свою оперную карьеру Жанетт исполнила много ролей в разных постановках: Армида в «Армида», Лаура в Léon, ou Le château de Monténéro, Софи в Sargino, ossia L’allievo dell’amore, Антигона в Oedipe uti Athen, Констанс в Les deux journées, Джульетта в «Ромео и Джульетте», Ифигения в «Ифигении в Авлиде» и др.
В 1820 г. Жанетт в возрасте 36 лет в расцвете своей оперной карьеры была вынуждена покинуть оперную сцену. Её сменила Генриетта Видерберг, утверждавшая, что с Жанетт поступили несправедливо. Причиной увольнения послужило то, что Жанетт была вовлечена в конфликт со своим коллегой Эдуардом Дю Пюи, которого Генриетта кратко охарактеризовала так: «столь же подл, сколь и красив». Жанетт более никогда не выступала. Она была уволена с полной королевской пенсией. Она ушла из жизни в 1853 г. В 1820—1827 гг. она жила в Париже. Умерла незамужней и бездетной.